# Aïn El Assel
Aïn El Assel è un comune dell'Algeria, situato nella provincia di El Tarf.